# Landgericht Parsberg
Das Landgericht Parsberg war ein von 1803 bis 1879 bestehendes bayerisches Landgericht älterer Ordnung mit Sitz in Parsberg im heutigen Landkreis Neumarkt in der Oberpfalz. Es gehörte zum Regenkreis, der am 29. November 1837 in Kreis Oberpfalz und Regensburg, jetzt Oberpfalz, umbenannt wurde.

## Geschichte
Im Jahr 1803 wurde im Verlauf der Verwaltungsneugliederung Bayerns das Landgericht Parsberg errichtet. 1811 wurde das bisherige Landgericht des Fürstentums Regensburg, Hohenburg, mit dem Landgericht Parsberg vereinigt, wodurch sich der Sprengel um acht Steuerdistrikte vergrößerte. Zwischen 1814 und 1857 erfolgten mehrere Veränderungen des Gerichtsbezirkes (Ein- beziehungsweise Ausgliederungen).
Die Trennung von Justiz und Verwaltung wurde in den rechtsrheinischen Landesteilen des Königreichs Bayern am 1. Juli 1862 wirksam. Dabei entstand für die staatliche Verwaltung (Polizei) das Bezirksamt Velburg für die Bezirke der Landgerichte Parsberg und Kastl. Zugleich wurde mit der Einrichtung des Notariats Parsberg ein Teil der nichtstrittigen Rechtspflege (Beurkundungen) von den Landgerichten abgetrennt. Am 1. Januar 1880 wurden die Landgerichte älterer Ordnung von den Amtsgerichten abgelöst. Gleichzeitig wurden die Bezirksämter Hemau und Velburg aufgelöst und ein Bezirksamt Parsberg eingerichtet, zuständig für die Bezirke der nunmehrigen Amtsgerichte Parsberg und Hemau.

## Gemeinden 1875
Vor der Umwandlung des Landgerichts (älterer Ordnung) in das Amtsgericht Parsberg gehörten 1875 dem Gerichtssprengel 36 Gemeinden an:
Adertshausen, Batzhausen, Darshofen, Daßwang, Degerndorf, Deusmauer, Eichenhofen, Enslwang, Frabertshofen, Geroldsee, Griffenwang, Großbissendorf, Günching, Hamberg, Hörmannsdorf, Hohenburg, Hohenfels, Lengenfeld, Lupburg, Lutzmannstein, Mantlach, Markstetten, Oberweiling, Oberwiesenacker, Parsberg, Pielenhofen, Prönsdorf, Raitenbuch, Reichertswinn, Ronsolden, Rudenshofen, See, Seubersdorf, Unterödenhart, Velburg und Willenhofen.